# Khazret Sultan
Khazret Sultan é o ponto mais alto do Uzbequistão. Fica situado sobre a fronteira Tajiquistão-Uzbequistão, na parte uzbeque dos montes Gissar.